# Scherma ai Giochi della X Olimpiade - Fioretto a squadre maschile
La competizione del fioretto a squadre maschile  di scherma ai Giochi della X Olimpiade si è svolta nei giorni dal 31 luglio al 1º agosto 1932 presso lo 160th Regiment State Armory a Los Angeles.

## Risultati

### Turno Eliminatorio
Si è svolto il 31 luglio. 6 squadre divise in due gironi, le prime due classificate al girone finale.
Girone 1
Classifica
| Pos. | Nazione     | Vittorie | VI | SI | Incontri           | Incontri               | Incontri             | Incontri |
| Pos. | Nazione     | Vittorie | VI | SI | Francia (bandiera) | Stati Uniti (bandiera) | Argentina (bandiera) |          |
| ---- | ----------- | -------- | -- | -- | ------------------ | ---------------------- | -------------------- | -------- |
| 1    | Francia     | 1        | 12 | 4  | X                  | ND                     | 12-4                 |          |
| 1    | Stati Uniti | 1        | 10 | 6  | ND                 | X                      | 10-6                 |          |
| 3    | Argentina   | 0        | 10 | 22 | 4-12               | 6-10                   | X                    |          |

Incontri
| Atleti (Vittorie individuali)                                                  | Nazione              | VT | VT | Nazione                | Atleti (Vittorie individuali)                                                  |
| ------------------------------------------------------------------------------ | -------------------- | -- | -- | ---------------------- | ------------------------------------------------------------------------------ |
| Édouard Gardère (3), René Bondoux (4) René Bougnol (3), René Lemoine (2)       | Francia (bandiera)   | 12 | 4  | Argentina (bandiera)   | Raúl Saucedo (0), Roberto Larraz (3) Rodolfo Valenzuela (0), Ángel Gorordo (1) |
| Raúl Saucedo (0), Roberto Larraz (3) Rodolfo Valenzuela (0), Ángel Gorordo (3) | Argentina (bandiera) | 6  | 10 | Stati Uniti (bandiera) | George Calnan (2), Richard Steere (2) Joseph Levis (3), Dernell Every (3)      |

Girone 2
Classifica
| Pos. | Nazione   | Vittorie | VI | SI | Incontri          | Incontri             | Incontri           | Incontri |
| Pos. | Nazione   | Vittorie | VI | SI | Italia (bandiera) | Danimarca (bandiera) | Messico (bandiera) |          |
| ---- | --------- | -------- | -- | -- | ----------------- | -------------------- | ------------------ | -------- |
| 1    | Italia    | 1        | 16 | 0  | X                 | ND                   | 16-0               |          |
| 1    | Danimarca | 1        | 11 | 5  | ND                | X                    | 11-5               |          |
| 3    | Messico   | 0        | 5  | 27 | 0-16              | 5-11                 | X                  |          |

Incontri
| Atleti (Vittorie individuali)                                                   | Nazione              | VT | VT | Nazione            | Atleti (Vittorie individuali)                                                  |
| ------------------------------------------------------------------------------- | -------------------- | -- | -- | ------------------ | ------------------------------------------------------------------------------ |
| Axel Bloch (3), Aage Leidersdorff (1) Erik Kofoed-Hansen (3), Ivan Osiier (4)   | Danimarca (bandiera) | 11 | 5  | Messico (bandiera) | Raymundo Izcoa (2), Leobardo Cardini (0) Eduardo Prieto (1), Jesús Sánchez (2) |
| Giulio Gaudini (4), Gustavo Marzi (4) Ugo Pignotti (4), Gioacchino Guaragna (4) | Italia (bandiera)    | 16 | 0  | Messico (bandiera) | Raymundo Izcoa (0), Leobardo Cardini (0) Eduardo Prieto (0), Jesús Sánchez (0) |

### Girone di finale
Si è svolto il 1º agosto.
Classifica
| Pos. | Nazione     | Vittorie | VI | SI | Incontri           | Incontri          | Incontri               | Incontri             |
| Pos. | Nazione     | Vittorie | VI | SI | Francia (bandiera) | Italia (bandiera) | Stati Uniti (bandiera) | Danimarca (bandiera) |
| ---- | ----------- | -------- | -- | -- | ------------------ | ----------------- | ---------------------- | -------------------- |
| 1    | Francia     | 2        | 26 | 22 | X                  | 8-8               | 8-8                    | 10-6                 |
| 1    | Italia      | 2        | 31 | 17 | 8-8                | X                 | 11-5                   | 12-4                 |
| 1    | Stati Uniti | 2        | 22 | 26 | 8-8                | 5-11              | X                      | 9-7                  |
| 4    | Danimarca   | 0        | 17 | 31 | 6-10               | 4-12              | 7-9                    | X                    |

Incontri
| Atleti (Vittorie individuali)                                                        | Nazione                | VT     | VT       | Nazione                | Atleti (Vittorie individuali)                                                             |
| ------------------------------------------------------------------------------------ | ---------------------- | ------ | -------- | ---------------------- | ----------------------------------------------------------------------------------------- |
| Édouard Gardère (3), René Bondoux (1) René Bougnol (3), Jean Piot (1)                | Francia (bandiera)     | 8 (54) | 8 + (60) | Stati Uniti (bandiera) | Hugh Alessandroni (2), Hugh Alessandroni (3) Hugh Alessandroni (2), Hugh Alessandroni (1) |
| Gustavo Marzi (4), Rodolfo Terlizzi (2) Giorgio Pessina (3), Gioacchino Guaragna (3) | Italia (bandiera)      | 12     | 4        | Danimarca (bandiera)   | Ivan Osiier (3), Axel Bloch (0) Aage Leidersdorff (1), Erik Kofoed-Hansen (0)             |
| Giulio Gaudini (2), Gioacchino Guaragna (1) Gustavo Marzi (3), Ugo Pignotti (2)      | Italia (bandiera)      | 8 (58) | 8 + (59) | Francia (bandiera)     | Édouard Gardère (1), René Lemoine (2) René Bougnol (2), Philippe Cattiau (3)              |
| George Calnan (3), Joseph Levis (3) Dernell Every (1), Hugh Alessandroni (2)         | Stati Uniti (bandiera) | 9      | 7        | Danimarca (bandiera)   | Aage Leidersdorff (2), Axel Bloch (2) Ivan Osiier (3), Erik Kofoed-Hansen (0)             |
| Ivan Osiier (4), Axel Bloch (0) Aage Leidersdorff (2), Erik Kofoed-Hansen (0)        | Danimarca (bandiera)   | 6      | 10       | Francia (bandiera)     | Édouard Gardère (3), René Lemoine (2) René Bondoux (2), René Bougnol (3)                  |
| George Calnan (2), Joseph Levis (1) Dernell Every (1), Frank Righeimer (1)           | Stati Uniti (bandiera) | 5      | 11       | Italia (bandiera)      | Gustavo Marzi (4), Ugo Pignotti (2) Gioacchino Guaragna (3), Giulio Gaudini (2)           |

+ In caso di parità tra le vittorie totali, contava il maggior numero di stoccate fatte.

### Girone di Spareggio
Si è svolto il 1º agosto.
Classifica
| Pos. | Nazione     | Vittorie | VI | SI | Incontri           | Incontri          | Incontri               | Incontri |
| Pos. | Nazione     | Vittorie | VI | SI | Francia (bandiera) | Italia (bandiera) | Stati Uniti (bandiera) |          |
| ---- | ----------- | -------- | -- | -- | ------------------ | ----------------- | ---------------------- | -------- |
| 1    | Francia     | 2        | 19 | 13 | X                  | 8-8               | 11-5                   |          |
| 2    | Italia      | 1        | 17 | 9  | 8-8                | X                 | 9-1                    |          |
| 3    | Stati Uniti | 0        | 6  | 20 | 5-11               | 1-9               | X                      |          |

Incontri
| Atleti (Vittorie individuali)                                                   | Nazione            | VT       | VT     | Nazione                | Atleti (Vittorie individuali)                                                    |
| ------------------------------------------------------------------------------- | ------------------ | -------- | ------ | ---------------------- | -------------------------------------------------------------------------------- |
| Édouard Gardère (3), René Bondoux (3) René Bougnol (2), Philippe Cattiau (3)    | Francia (bandiera) | 11       | 5      | Stati Uniti (bandiera) | George Calnan (1), Joseph Levis (3) Dernell Every (0), Richard Steere (1)        |
| Gustavo Marzi (3), Ugo Pignotti (3) Gioacchino Guaragna (1), Giulio Gaudini (2) | Italia (bandiera)  | 9        | 1      | Stati Uniti (bandiera) | George Calnan (0), Frank Righeimer (0) Richard Steere (0), Hugh Alessandroni (1) |
| Édouard Gardère (2), René Lemoine (2) René Bougnol (1), Philippe Cattiau (3)    | Francia (bandiera) | 8 + (62) | 8 (58) | Italia (bandiera)      | Gustavo Marzi (4), Ugo Pignotti (0) Gioacchino Guaragna (2), Giulio Gaudini (2)  |

+ In caso di parità tra le vittorie totali, contava il maggior numero di stoccate fatte.

### Classifica Finale
| Pos.    | Nazione     | Atleti                                                                                              |
| ------- | ----------- | --------------------------------------------------------------------------------------------------- |
| Oro     | Francia     | René Bondoux, René Bougnol, Philippe Cattiau, Édouard Gardère, René Lemoine, Jean Piot              |
| Argento | Italia      | Giulio Gaudini, Gioacchino Guaragna, Gustavo Marzi, Giorgio Pessina, Ugo Pignotti, Rodolfo Terlizzi |
| Bronzo  | Stati Uniti | Hugh Alessandroni, George Calnan, Dernell Every, Joseph Levis, Frank Righeimer, Richard Steere      |
| 4       | Danimarca   | Axel Bloch, Erik Kofoed-Hansen, Aage Leidersdorff, Ivan Osiier                                      |
| 5       | Argentina   | Ángel Gorordo, Roberto Larraz, Raúl Saucedo, Rodolfo Valenzuela                                     |
| 5       | Messico     | Leobardo Cardini, Raymundo Izcoa, Eduardo Prieto, Jesús Sánchez                                     |